# Lebanon (Connecticut)
Lebanon – miasto w Stanach Zjednoczonych, w stanie Connecticut, w hrabstwie New London.